# Cerro del Tepeyac
Tepeyac es un cerro ubicado al norte de la Ciudad de México, perteneciente a la cadena montañosa que conforma la  sierra de Guadalupe, que delimita al norte al valle de México. Es una pequeña parte del cerro del Guerrero, también conocido como el cerro de Santa Isabel. En las faldas de este cerro se encuentran asentamientos humanos; al sur, se halla la basílica de Guadalupe, así como la capilla del Cerrito en la cima. En el resto del terreno libre se extiende un parque ecológico. Abajo de este están las colonias Martín Carrera e Indios Verdes. En este lugar, según la tradición católica, se apareció la Virgen de Guadalupe al indígena San Juan Diego. Antes de la conquista, en este lugar se  veneraba a la deidad Tonantzin, que se identificaba  con otras deidades como Centéotl y Cihuacóatl.

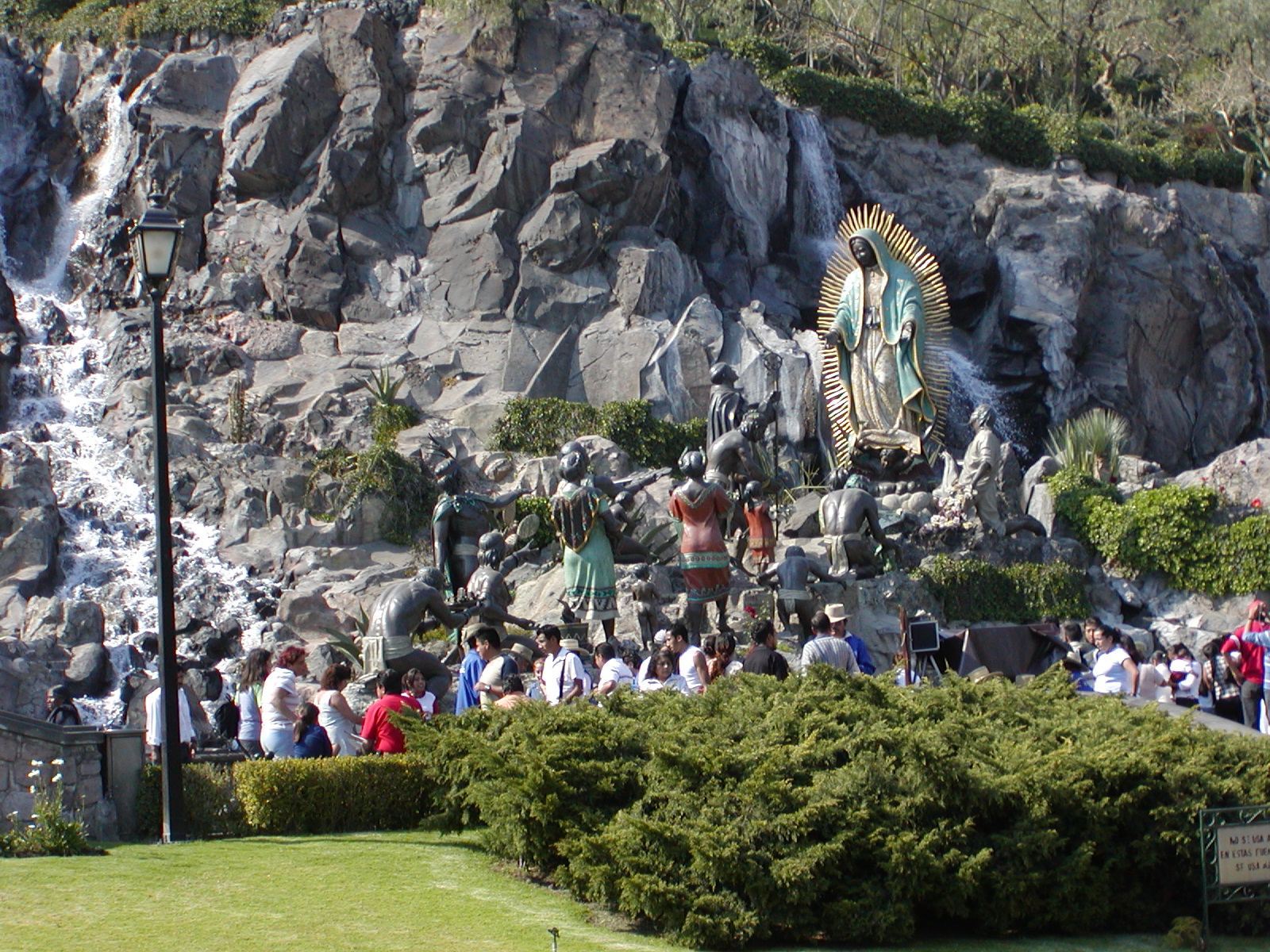
Fuente conmemorativa de las Apariciones de la Virgen, en el cerro del Tepeyac (Ciudad de México).

## Religión

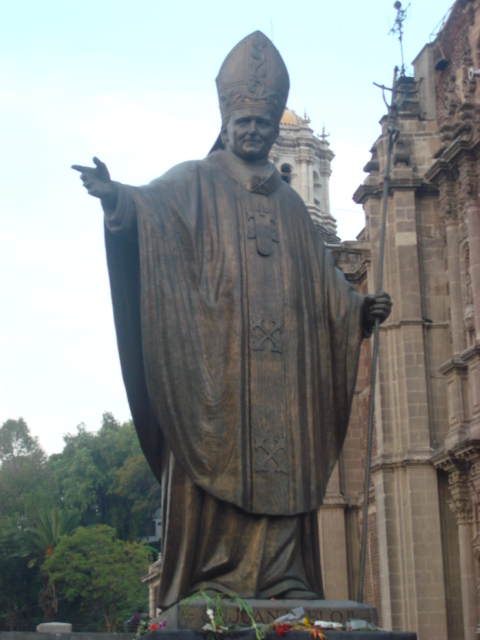
Estatua del papa Juan Pablo II afuera de la Basílica de Nuestra Señora de Guadalupe

El Tepeyac es célebre por haber sido, de acuerdo con la fe católica, el sitio donde la Virgen de Guadalupe se habría aparecido al nativo Juan Diego Cuauhtlatoatzin. Actualmente, a los pies del cerro se encuentran la Basílica de Guadalupe y el complejo monumental del santuario que le fue dedicado, que cada año recibe a millones de peregrinos, especialmente el 12 de diciembre. Sobre una de las partes altas del cerro, en la explanada de la capilla del Cerrito, existe un mirador donde, en los días de cielo despejado, se puede ver una de las más hermosas vistas del Valle de México.
De los lados norte y poniente se ubica el parque nacional El Tepeyac, que comprende también parte de los cerros de Santa Isabel y Guerrero.

## Colonias
Las colonias del cerro pertenecen a la Delegación Gustavo A Madero, estas son:
- Rosas del Tepeyac, al noroeste del cerro
- Triunfo de la República, al este y un poco al norte del cerro
- Parque del Tepeyac, al norte con más parte en el Cerro del Guerrero.

### Colonias cercanas
Al sur del cerro se encuentra otra pequeña elevación donde está la Basílica de Guadalupe; no se sabe a qué colonia pertenezca o si tiene asignada una; en este caso le vamos a asignar dos que vamos a utilizar como referencia. Estas colonias "Indirectas" como las menciona A. Díaz en su trabajo "El crecimiento de la ciudad de Tenochtitlan" son las siguientes:
- Tepeyac Insurgentes, en la parte oeste del sur del cerro
- Villa Gustavo A. Madero, en la parte este del sur del cerro